# Voronîne, Bilopillea
Voronîne (în ucraineană Воронине) este un sat în comuna Kalcenkî din raionul Bilopillea, regiunea Sumî, Ucraina.

## Demografie
Componența lingvistică a localității Voronîne
     Ucraineană (96,1%)
     Rusă (3,9%)
Conform recensământului din 2001, majoritatea populației localității Voronîne era vorbitoare de ucraineană (96,1%), existând în minoritate și vorbitori de rusă (3,9%).